# Strzałkowo (gromada)
Strzałkowo – dawna gromada, czyli najmniejsza jednostka podziału terytorialnego Polskiej Rzeczypospolitej Ludowej w latach 1954–1972.
Gromady, z gromadzkimi radami narodowymi (GRN) jako organami władzy najniższego stopnia na wsi, funkcjonowały od reformy reorganizującej administrację wiejską przeprowadzonej jesienią 1954 do momentu ich zniesienia z dniem 1 stycznia 1973, tym samym wypierając organizację gminną w latach 1954–1972.
Gromadę Strzałkowo z siedzibą GRN w Strzałkowie utworzono – jako jedną z 8759 gromad na obszarze Polski – w powiecie wrzesińskim w woj. poznańskim, na mocy uchwały nr 42/54 WRN w Poznaniu z dnia 5 października 1954. W skład jednostki wszedł obszar dotychczasowej gromady Strzałkowo oraz miejscowość Bielawy z dotychczasowej gromady Skarboszewo ze zniesionej gminy Strzałkowo w tymże powiecie. Dla gromady ustalono 25 członków gromadzkiej rady narodowej.
1 stycznia 1956 gromada weszła w skład reaktywowanego powiatu słupeckiego w tymże województwie.
1 stycznia 1960 do gromady Strzałkowo włączono obszar zniesionej gromady Graboszewo w tymże powiecie.
31 grudnia 1971 do gromady Strzałkowo włączono obszary zniesionych gromad Brudzewo i Ostrowo Kościelne w tymże powiecie.
Gromada przetrwała do końca 1972 roku, czyli do kolejnej reformy gminnej. 1 stycznia 1973, tym razem w powiecie słupeckim, reaktywowano gminę Strzałkowo.